# José David de Gea
José David de Gea Tudela (Cehegín, 9 december 1977) is een Spaans voormalig motorcoureur.

## Carrière
De Gea maakte zijn internationale motorsportdebuut in 1995, toen hij deelnam aan de Grand Prix van Europa in de 125 cc-klasse van het wereldkampioenschap wegrace op een Honda als wildcardcoureur. Hij eindigde als zestiende in de race. In 1996 reed hij in twee races van deze klasse, maar kwam hierin niet aan de finish. In 1997 stapte hij over naar de 250 cc-klasse en reed hierin op een Yamaha in de race in Catalonië, maar kwam hierin wederom niet aan de finish. In 1998 schreef hij zich in voor de Grand Prix van Madrid, maar wist zich hiervoor niet te kwalificeren. Wel reed hij in twee races van het Spaans kampioenschap Supersport en een race van het Spaanse 250 cc-kampioenschap.
In 1999 debuteerde De Gea in het wereldkampioenschap Supersport op een Honda voor het team Ten Kate Racing. Hij behaalde zijn beste resultaat met een negende plaats in de eerste race in Kyalami. Na acht races stapte hij over naar de 500 cc-klasse van het WK wegrace, waarin hij op een TSR Honda in de Grand Prix van Duitsland uitkwam als vervanger van de geblesseerde José Luis Cardoso. Hij reed de daaropvolgende twee races op een Honda als vervanger van de vertrokken Markus Ober en reed de laatste vijf races op een Modenas KR3 als vervanger van James Whitham. Zijn beste resultaat was hierin een dertiende plaats in Australië. In het WK Supersport eindigde hij op plaats 26 met 10 punten, terwijl hij in de 500 cc op plaats 23 eindigde met 8 punten.
In 2000 reed De Gea als permanente coureur bij Modenas KR3. Hij reed slechts negen races voor het team en werd in de tussentijd vervangen door Anthony Gobert, Luca Cadalora en Mark Willis. Een achtste plaats in Catalonië was zijn beste resultaat en hij werd met 23 punten zeventiende in de eindstand. In 2001 keerde hij terug naar het WK 250 cc. Op een Yamaha behaalde hij een verrassende podiumplaats tijdens de TT van Assen, terwijl hij in de rest van de races nooit hoger eindigde dan dertiende. Met 24 punten werd hij negentiende in de eindstand. Tevens nam hij deel aan het Spaanse 250 cc-kampioenschap, waarin hij een race won en achter Alex Debón tweede werd in het klassement met 137 punten.
In 2002 reed De Gea in het Spaans kampioenschap Supersport, waarin hij met twee overwinningen en 70 punten vierde werd in de eindstand achter Javier del Amor, Guim Roda en Bernat Martínez. Ook reed hij in vier races van het WK Supersport voor Honda als vervanger van Robert Ulm, waarin een twaalfde plaats op Sugo zijn beste race-uitslag was. In 2003 stapte hij over naar het Spaanse Formula Xtreme-kampioenschap. Hij behaalde twee overwinningen en werd met 121 punten kampioen in de klasse. Ook keerde hij terug in het WK wegrace, waarin hij in de MotoGP-klasse op een Harris WCM. Zijn team WCM was echter uitgesloten van deelname aan de eerste helft van het seizoen, omdat hun motorfiets niet aan de technische reglementen voldeed. Uiteindelijk mocht het team deelnemen aan drie races met een oude Yamaha, ingeschreven onder de naam Sabre V4, voordat zij in de laatste zes races hun eigen motoren mochten gebruiken. De Gea behaalde twee negentiende plaatsen in de Grands Prix van Rio de Janeiro en de Pacific als beste klasseringen en scoorde hierdoor geen kampioenschapspunten.
In 2004 keerde De Gea terug naar het Spaanse Formula Xtreme-kampioenschap, waarin hij met 91 punten derde werd achter José Luis Cardoso en Iván Silva. Verder reed hij in het WK wegrace in een MotoGP-race voor Harris WCM in Rio de Janeiro als eenmalige vervanger van Michel Fabrizio, maar kwam hierin niet aan de finish. Later reed hij vijf races in het WK 250 cc op een Honda als vervanger van Eric Bataille, met een elfde plaats in de seizoensfinale in Valencia als beste resultaat. In 2005 reed hij enkel in de Spaanse Formula Xtreme, waarin hij drie zeges behaalde en voor de tweede keer kampioen werd.
In 2006 behaalde De Gea zijn derde titel in de Spaanse Formula Xtreme met drie overwinningen. Verder debuteerde hij dat jaar in het wereldkampioenschap superbike op een Honda als wildcardcoureur tijdens de races in Valencia, waarin hij veertiende en negentiende werd. Verder keerde hij terug in de 250 cc-klasse van het WK wegrace op een Honda in de laatste drie races als vervanger van Martín Cárdenas, waarin een negende plaats in de seizoensfinale in Valencia zijn beste resultaat was. In 2007 lag zijn focus wederom enkel op de Formula Xtreme, waarin hij zijn vierde kampioenschap behaalde met drie zeges.
In 2008 stond De Gea ingeschreven voor een volledig seizoen in het WK Supersport bij Yamaha, maar vanwege een blessure startte hij uiteindelijk in geen enkele race. In 2009 keerde hij terug naar het Spaanse Formula Xtreme-kampioenschap, waarin hij op een Suzuki met een vierde plaats op het Circuit Ricardo Tormo Valencia zijn beste resultaat behaalde. Met 67 punten werd hij zesde in de eindstand. 2010 was zijn laatste seizoen als motorcoureur, die hij doorbracht in het Spaanse Moto2-kampioenschap. Hij reed op een Honda in vier races in de klasse, met een vijfde plaats op het Circuit de Catalunya als hoogtepunt. Met 29 punten werd hij twaalfde in de rangschikking.